# Conny Waßmuth
Conny Waßmuth (Halle, 13 de abril de 1983) es una deportista alemana que compite en piragüismo en la modalidad de aguas tranquilas.
Participó en los Juegos Olímpicos de Pekín 2008, obteniendo una medalla de oro en la prueba de K4 500 m. En los Juegos Europeos de Bakú 2015 consiguió una medalla de plata.
Ha ganado 11 medallas en el Campeonato Mundial de Piragüismo entre los años 2005 y 2015, y 10 medallas en el Campeonato Europeo de Piragüismo entre los años 2005 y 2016.

## Palmarés internacional
| Juegos Olímpicos   | Juegos Olímpicos            | Juegos Olímpicos  | Juegos Olímpicos |
| Año                | Lugar                       | Medalla           | Competición      |
| ------------------ | --------------------------- | ----------------- | ---------------- |
| 2008               | Pekín (China)               | Medalla de oro    | K4 500 m         |
| Campeonato Mundial |                             |                   |                  |
| Año                | Lugar                       | Medalla           | Competición      |
| 2005               | Zagreb (Croacia)            | Medalla de oro    | K4 500 m         |
| 2006               | Szeged (Hungría)            | Medalla de plata  | K4 200 m         |
| 2006               | Szeged (Hungría)            | Medalla de plata  | K4 500 m         |
| 2007               | Duisburgo (Alemania)        | Medalla de oro    | K4 200 m         |
| 2007               | Duisburgo (Alemania)        | Medalla de oro    | K4 500 m         |
| 2009               | Dartmouth (Canadá)          | Medalla de oro    | K4 200 m         |
| 2009               | Dartmouth (Canadá)          | Medalla de oro    | K1 4 × 200 m     |
| 2010               | Poznań (Polonia)            | Medalla de oro    | K1 4 × 200 m     |
| 2011               | Szeged (Hungría)            | Medalla de oro    | K1 4 × 200 m     |
| 2013               | Duisburgo (Alemania)        | Medalla de plata  | K2 1000 m        |
| 2015               | Milán (Italia)              | Medalla de bronce | K4 500 m         |
| Juegos Europeos    |                             |                   |                  |
| Año                | Lugar                       | Medalla           | Competición      |
| 2015               | Bakú (Azerbaiyán)           | Medalla de plata  | K4 500 m         |
| Campeonato Europeo |                             |                   |                  |
| Año                | Lugar                       | Medalla           | Competición      |
| 2005               | Poznań (Polonia)            | Medalla de oro    | K4 500 m         |
| 2005               | Poznań (Polonia)            | Medalla de plata  | K1 200 m         |
| 2006               | Račice (República Checa)    | Medalla de plata  | K4 500 m         |
| 2007               | Pontevedra (España)         | Medalla de oro    | K4 200 m         |
| 2007               | Pontevedra (España)         | Medalla de oro    | K4 500 m         |
| 2008               | Milán (Italia)              | Medalla de oro    | K4 500 m         |
| 2009               | Brandeburgo (Alemania)      | Medalla de oro    | K1 4 × 200 m     |
| 2009               | Brandeburgo (Alemania)      | Medalla de plata  | K4 200 m         |
| 2013               | Montemor-o-Velho (Portugal) | Medalla de plata  | K2 1000 m        |
| 2016               | Moscú (Rusia)               | Medalla de bronce | K1 1000 m        |